# Jamal Musiala
Jamal Musiala (* 26. února 2003 Stuttgart) je německý profesionální fotbalista, který hraje jako ofensivní záložník v německém klubu FC Bayern Mnichov a v německém národním týmu.
Musiala, který vyrůstal hlavně v Anglii, reprezentoval Německo i Anglii v mládežnických reprezentacích, se nakonec v únoru 2021 rozhodl reprezentovat Německo.

## Klubová kariéra
Musiala se narodil ve Stuttgartu se narodil v Německu britsko-nigerijskému otci a německé matce. Do sedmi let žil ve městě Fulda, než se s rodinou přestěhoval do Anglie, kde strávil většinu svého dětství. Je odchovancem londýnské Chelsea.
V červenci 2019, ve věku 16 let, opustil Musiala Chelsea a připojil se k bundesligovému Bayernu Mnichov. 3. června 2020 mezi muži debutoval, když nastoupil jako náhradník do zápasu rezervního týmu při výhře 3:2 nad Preußen Münster ve 3. lize. 20. června 2020 debutoval v Bundeslize v utkání proti Freiburgu, stal se tak nejmladším hráčem v klubu, který nastoupil do ligového zápasu, a to ve věku 17 let a 115 dní. 18. září vstřelil Musiala svůj první ligový gól při vysokém vítězství 8:0 nad Schalke, čímž se stal historicky nejmladším střelcem Bayernu ve věku 17 let a 205 dní, čímž překonal dosavadní rekord Roqueho Santa Cruze (18 let a 12 dní).
Dne 3. listopadu odehrál Musiala svůj první zápas v Lize mistrů, když v poslední minutě utkání proti Red Bullu Salzburg vystřídal Thomase Müllera. 23. února 2021 dal Musiala svůj první gól v Lize mistrů, a to v prvním zápasem osmifinále při výhře 4:1 nad Laziem a stal se tak nejmladším anglickým i německým střelcem v soutěži. 5. března podepsal svou první profesionální smlouvu v Bayernu Mnichov do roku 2026. 17. dubna 2021 vstřelil dvě branky v ligovém utkání do sítě VfL Wolfsburg.

## Reprezentační kariéra
Musiala, který měl také možnost hrát za Nigérii prostřednictvím svého otce, reprezentoval Anglii a Německo na mládežnické reprezentační úrovni.
V listopadu 2020 byl Musiala poprvé povolán do anglické reprezentace do 21 let na kvalifikační zápasy na Mistrovství Evropy 2021. 13. listopadu debutoval jako náhradník při vítězství 3:1 nad Andorrou na stadionu Molineux . Svůj první gól vstřelil 17. listopadu během výhry 5:0 nad Albánií, opět ve Wolverhamptonu. Poté, co se Musiala rozhodl reprezentovat Anglii na úrovni do 21 let, německý fotbalový svaz oznámil, že ukončil snahu přesvědčit Musialu o budoucnosti v německé reprezentaci, trenér německé mládeže Meikel Schonweitz uvedl: „Jasně nám naznačil, že v současné době vidí svou budoucnost v anglické reprezentaci. Přijímáme jeho rozhodnutí a přejeme mu vše nejlepší v jeho sportovní kariéře.“
Dne 24. února 2021 se Musiala rozhodl reprezentovat Německo na seniorské reprezentační úrovni. V březnu 2021 byl následně poprvé povolán do německé reprezentace na zápasy kvalifikace na mistrovství světa ve fotbale 2022 a debutoval 25. března jako náhradník v 79. minutě při výhře 3:0 proti Islandu.

## Statistiky

### Klubové
K 17. dubnu 2021
| Klub           | Sezóna  | Liga       | Liga   | Liga | DFB-Pokal | DFB-Pokal | Evropské poháry | Evropské poháry | Ostatní | Ostatní | Celkem | Celkem |
| Klub           | Sezóna  | Liga       | Zápasy | Góly | Zápasy    | Góly      | Zápasy          | Góly            | Zápasy  | Góly    | Zápasy | Góly   |
| -------------- | ------- | ---------- | ------ | ---- | --------- | --------- | --------------- | --------------- | ------- | ------- | ------ | ------ |
| Bayern Mnichov | 2019/20 | Bundesliga | 1      | 0    | 0         | 0         | 0               | 0               | 0       | 0       | 1      | 0      |
| Bayern Mnichov | 2020/21 | Bundesliga | 21     | 4    | 2         | 0         | 6               | 1               | 3       | 0       | 32     | 5      |
| Bayern Mnichov | Celkem  | Celkem     | 22     | 4    | 2         | 0         | 6               | 1               | 3       | 0       | 33     | 5      |
| Celkem         | Celkem  | Celkem     | 22     | 4    | 2         | 0         | 6               | 1               | 3       | 0       | 33     | 5      |

### Reprezentační
K 31. březnu 2021
| Německo | Německo | Německo |
| Rok     | Zápasy  | Góly    |
| ------- | ------- | ------- |
| 2021    | 2       | 0       |
| Celkem  | 2       | 0       |

## Ocenění

### Klubové

#### Bayern Mnichov II
- 3. Liga: 2019/20

#### Bayern Mnichov
- DFL-Supercup: 2020[26]
- Superpohár UEFA: 2020[27]
- Mistrovství světa klubů: 2020[28]

### Individuální
- Nejlepší jedenáctka sezóny Bundesligy podle kickeru – 2021/22,[29] 2022/23[30]